# Belarus beim Eurovision Song Contest
Teilnehmende Rundfunkanstalt
 (2004–2021);
Seit Juni 2021 kein EBU-Mitglied mehr
Erste Teilnahme
2004
Bisher letzte Teilnahme
2019
Anzahl der Teilnahmen
16 (Stand 2019)
Höchste Platzierung
6 (2007)
Höchste Punktzahl
145 (2007)
Niedrigste Punktzahl
10 (2004 SF, 2006 SF)
Punkteschnitt (seit erstem Beitrag)
48,44 (Stand 2019)
Punkteschnitt pro abstimmendem Land im 12-Punkte-System
1,02 (Stand 2019)
Dieser Artikel befasst sich mit der Geschichte von Belarus als Teilnehmer am Eurovision Song Contest.

## Regelmäßigkeit der Teilnahme und Erfolge im Wettbewerb

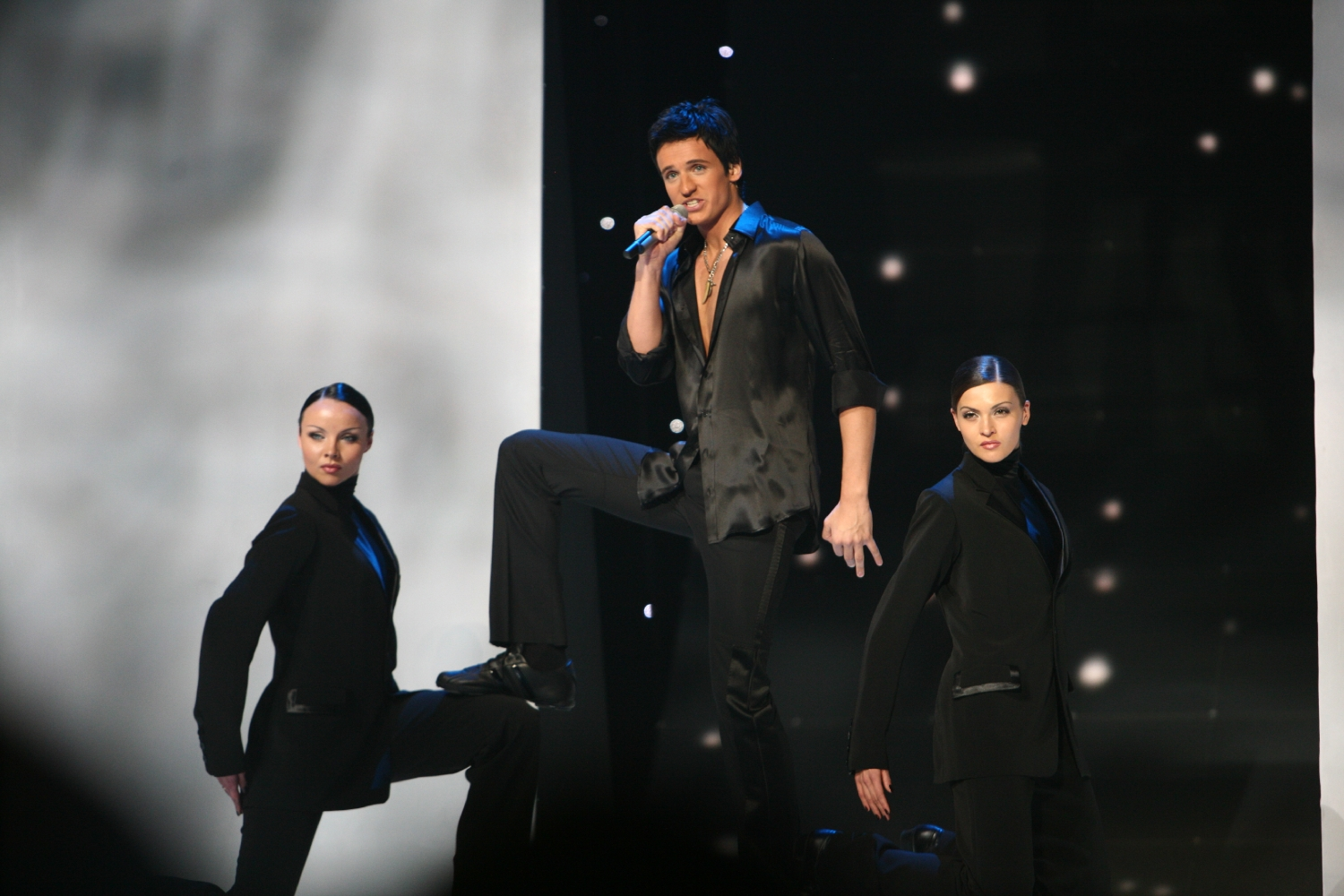
Dmitry Kaldun holte 2007 das bisher beste Ergebnis von Belarus im Wettbewerb mit Platz 6

Obwohl der belarussische Sender BTRC bereits im Jahr 1993 Mitglied der Europäischen Rundfunkunion wurde, nahm das Land erst 2004 am Wettbewerb teil. Das Debüt war allerdings wenig erfolgreich, denn das Duo Aljaxandra & Kanstanzin landeten im Halbfinale lediglich auf Platz 19 von 22. Auch 2005 schied der belarussische Beitrag im Halbfinale aus. 2006 landete die Sängerin Palina Smolawa sogar nur auf dem vorletzten Platz im Halbfinale mit 10 Punkten, was bis heute das schlechteste Ergebnis des Landes darstellt. Umso überraschender kam der Erfolg 2007, als der Sänger Dmitry Kaldun Platz 4 im Halbfinale belegte und somit Belarus erstmals das Finale erreichte. Dort landete das Land dann auf Platz 6 mit 145 Punkten, was bis heute das beste belarussische Ergebnis darstellt. 2008 konnte an diesen Erfolg allerdings nicht angeknüpft werden, denn der Sänger Ruslan Aljachno landete nur auf den drittletzten Platz im Halbfinale. Auch 2009 schied der belarussische Beitrag schon im Halbfinale aus. 2010 hingegen erreichten die Band 3+2 feat. Robert Wells erstmals seit 2007 wieder das Finale. Allerdings landete der Beitrag Butterflies nur auf dem vorletzten Platz. 2011 und 2012 hingegen schieden die belarussischen Beiträge wieder im Halbfinale aus. Erst ab 2013 lief es wieder besser für das Land.
2013 schaffte es die Sängerin Aljona Lanskaja auf Platz 7 im Halbfinale, so dass das Land erstmals seit 2010 wieder am Finale teilnahm. Im Finale wurde dann mit Platz 16 und 48 Punkten das zweitbeste Ergebnis bis heute geholt. Auch 2014 gelang der Einzug ins Finale, nachdem der Sänger Teo Platz 5 im Halbfinale holte. So gelangen erstmals zwei belarussische Finalteilnahmen in Folge. Schließlich landete auch Teo auf Platz 16 im Finale. 2015 und 2016 hingegen landeten die belarussischen Beiträge nur auf Platz 12 im Halbfinale, womit das Land wieder das Finale verpasste. 2017 schaffte es Naviband wieder ins Finale, da sie Platz 9 im Halbfinale belegten. Im Finale erreichte ihr auf Belarussisch gesungener Beitrag Story Of My Life auf Platz 17. 2018 verpasste Alekseev dann wieder das Finale. 2019 schaffte es die Sängerin ZENA dann knapp sich für das Finale zu qualifizieren mit Platz 10 im Halbfinale und landete am Ende nur auf den drittletzten Platz im Finale.
Insgesamt landete also nur einer von den 16 Beiträgen in der linken Tabellenhälfte. Mit nur sechs Finalteilnahmen seit Einführung des Halbfinales im Jahr 2004 ist Belarus ebenfalls eines der Länder, das am häufigsten (zehnmal) im Halbfinale ausgeschieden ist. Nur die Schweiz ist häufiger (elfmal) im Halbfinale ausgeschieden. Mit zwar keinen letzten Platz, aber einigen Platzierungen unter den letzten Fünf, aber auch keinen Positionen unter den ersten Fünf, zählt Belarus zu den erfolglosesten Teilnehmern im Wettbewerb.
Für den Eurovision Song Contest 2021 in Rotterdam wurde Belarus disqualifiziert, da der Text des Liedes nicht den Regeln für eine Teilnahme entsprach. Am 31. Mai 2021 verkündete die EBU, dass die Mitgliedschaft des belarussischen Senders suspendiert werden würde, da Interviews, die offenbar unter Druck zustande gekommen waren, ausgestrahlt hatte. Dem Sender wurde eine Frist von zwei Wochen eingeräumt zu reagieren – am 30. Juni 2021 wurde die Belaruskaja Tele-Radio Campanija von der EBU ausgeschlossen. Damit ist eine Voraussetzung für die Teilnahme eines Senders am Eurovision Song Contest teilzunehmen, nicht mehr gegeben, sodass Belarus zurzeit nicht mehr daran teilnehmen kann. Am 27. August wurde bekannt, dass die Suspendierung bis zum 1. Juli 2024 gültig ist. Dies wurde von der EBU jedoch im April 2024 revidiert, so sei die Sperre ohne Ablaufdatum. Dadurch ist eine Rückkehr Belarus bis auf weiteres ausgeschlossen.

## Liste der Beiträge
Anmerkung: Die Namen entsprechen der Transkription des belarussisch-Kyrillischen. Beim ESC wurden stets die englischen Transkriptionen des Russischen verwendet.
Farblegende:
– 1. Platz. 
– 2. Platz. 
– 3. Platz. 
– Punktgleichheit mit dem letzten Platz.
– ausgeschieden im Halbfinale/in der Qualifikation/im osteuropäischen Vorentscheid.
– keine Teilnahme/nicht qualifiziert.
– Absage des Eurovision Song Contests.
| Jahr      | Interpret                                       | Titel Musik (M) und Text (T)                                                               | Sprache                                        | Übersetzung                                    | Finale                                           | Finale                                           | Halbfinale/ Qualifikation                        | Halbfinale/ Qualifikation                        | Nationaler Vorentscheid                        |
| Jahr      | Interpret                                       | Titel Musik (M) und Text (T)                                                               | Sprache                                        | Übersetzung                                    | Platz                                            | Punkte                                           | Platz                                            | Punkte                                           | Nationaler Vorentscheid                        |
| --------- | ----------------------------------------------- | ------------------------------------------------------------------------------------------ | ---------------------------------------------- | ---------------------------------------------- | ------------------------------------------------ | ------------------------------------------------ | ------------------------------------------------ | ------------------------------------------------ | ---------------------------------------------- |
| 2004      | Aljaxandra & Kanstanzin Аляксандра & Канстанцін | My Galileo M: Aljaxandra & Kanstanzin; T: Aliaksiej Salamacha                              | Englisch                                       | Mein Galileo                                   | Ausgeschieden                                    | Ausgeschieden                                    | 19 / 22                                          | 10                                               | Eurofest 2004                                  |
| 2005      | Anschalika Ahurbasch Анжаліка Агурбаш           | Love Me Tonight M: Nikos Terzis; T: Nektarios Tyrakis                                      | Englisch                                       | Lieb mich heute Nacht                          | Ausgeschieden                                    | Ausgeschieden                                    | 13 / 25                                          | 67                                               | Eurofest 2005                                  |
| 2006      | Palina Smolawa Паліна Смолава                   | Mum M: Sjarhej Suchamlin; T: Andrej Kaszjuhou                                              | Englisch                                       | Mama                                           | Ausgeschieden                                    | Ausgeschieden                                    | 22 / 23                                          | 10                                               | Eurofest 2006                                  |
| 2007      | Dmitry Kaldun Дмітры Калдун                     | Work Your Magic M: Filipp Kirkorow; T: Karen Kawalerjan                                    | Englisch                                       | Handhabe deine Magie                           | 6 / 24                                           | 145                                              | 4 / 28                                           | 176                                              | Eurofest 2007                                  |
| 2008      | Ruslan Aljachno Руслан Аляхно                   | Hasta la vista M: Taras Demtschuk; T: Eleonora Melnyk                                      | Englisch                                       | Auf Wiedersehen                                | Ausgeschieden                                    | Ausgeschieden                                    | 17 / 19                                          | 27                                               | Eurofest 2008                                  |
| 2009      | Pjotr Jalfimau Пётр Ялфімаў                     | Eyes That Never Lie M: Pjotr Jalfimau; T: Walery Prochoschy                                | Englisch                                       | Augen, die nie lügen                           | Ausgeschieden                                    | Ausgeschieden                                    | 13 / 18                                          | 25                                               | Eurofest 2009                                  |
| 2010      | 3+2 feat. Robert Wells                          | Butterflies M: Maxim Fadejew; T: Malka Tschaplin                                           | Englisch                                       | Schmetterlinge                                 | 24 / 25                                          | 18                                               | 9 / 17                                           | 59                                               | interne Auswahl                                |
| 2011      | Anastassija Winnikawa Анастасія Віннікава       | I Love Belarus M: Jauhen Alejnik; T: Jauhen Alejnik, Swjatlana Heraskowa                   | Englisch                                       | Ich liebe Belarus                              | Ausgeschieden                                    | Ausgeschieden                                    | 14 / 19                                          | 45                                               | interne Auswahl                                |
| 2012      | Litesound                                       | We Are the Heroes M/T: Dsmitryj Karakin, Uladsimir Karakin                                 | Englisch                                       | Wir sind die Helden                            | Ausgeschieden                                    | Ausgeschieden                                    | 16 / 18                                          | 35                                               | Eurofest 2012                                  |
| 2013      | Aljona Lanskaja Алена Ланская                   | Solayoh M: Marc Paelinck; T: Martin King                                                   | Englisch                                       | Fiktiver Planet der Freude                     | 16 / 26                                          | 48                                               | 7 / 16                                           | 64                                               | Eurofest 2013                                  |
| 2014      | Teo                                             | Cheesecake M: Juryj Waschtschuk; T: Dsmitryj Nowik                                         | Englisch                                       | Käsekuchen                                     | 16 / 26                                          | 43                                               | 5 / 15                                           | 87                                               | Eurofest 2014                                  |
| 2015      | Uzari & Maimuna                                 | Time M: Uzari; T: Gerylana, Maimuna                                                        | Englisch                                       | Zeit                                           | Ausgeschieden                                    | Ausgeschieden                                    | 12 / 16                                          | 39                                               | Eurofest 2015                                  |
| 2016      | Ivan Иван                                       | Help You Fly M: Wiktor Drobytsch; T: Mary Applegate                                        | Englisch                                       | Hilf dir zu fliegen                            | Ausgeschieden                                    | Ausgeschieden                                    | 12 / 18                                          | 84                                               | Eurofest 2016                                  |
| 2017      | Naviband                                        | Story of My Life M/T: Arzjom Lukjanenka                                                    | Belarussisch mit englischem Titel              | Geschichte meines Lebens                       | 17 / 26                                          | 83                                               | 9 / 18                                           | 110                                              | Eurofest 2017                                  |
| 2018      | Alekseev                                        | Forever M: Kyrylo Pawlow; T: Jewhen Matjuschenko                                           | Englisch                                       | Für immer                                      | Ausgeschieden                                    | Ausgeschieden                                    | 16 / 19                                          | 65                                               | Eurofest 2018                                  |
| 2019      | ZENA                                            | Like It M: Julija Kirejewa, Wiktor Drobysch; T: Julija Kirejewa                            | Englisch                                       | Es mögen                                       | 24 / 26                                          | 31                                               | 10 / 17                                          | 122                                              | Eurofest 2019                                  |
| 2020      | VAL                                             | Da widna (Да відна) M: Uladsislau Paschkewitsch, Waleryja Hrybussawa; T: Mikita Najdsjonau | Belarussisch                                   | Bis zum Morgengrauen                           | Absage wegen der COVID-19-Pandemie durch die EBU | Absage wegen der COVID-19-Pandemie durch die EBU | Absage wegen der COVID-19-Pandemie durch die EBU | Absage wegen der COVID-19-Pandemie durch die EBU | Eurofest 2020                                  |
| 2021      | Galasy ZMesta Галасы ЗМеста                     | Ja nautsju tebja (Я научу тебя) M/T: Galasy ZMesta                                         | Russisch                                       | Ich werde Dich lehren                          | Disqualifikation durch die EBU                   | Disqualifikation durch die EBU                   | Disqualifikation durch die EBU                   | Disqualifikation durch die EBU                   | interne Auswahl                                |
| seit 2022 | Suspendierung der EBU-Mitgliedschaft von BTRC.  | Suspendierung der EBU-Mitgliedschaft von BTRC.                                             | Suspendierung der EBU-Mitgliedschaft von BTRC. | Suspendierung der EBU-Mitgliedschaft von BTRC. | Suspendierung der EBU-Mitgliedschaft von BTRC.   | Suspendierung der EBU-Mitgliedschaft von BTRC.   | Suspendierung der EBU-Mitgliedschaft von BTRC.   | Suspendierung der EBU-Mitgliedschaft von BTRC.   | Suspendierung der EBU-Mitgliedschaft von BTRC. |

## Kommentatoren und Punktesprecher
| Jahr      | Kommentator                          | Punktesprecher                |
| --------- | ------------------------------------ | ----------------------------- |
| 2003      | Ales Kruglyakov & Tatyana Yakusheva  | Keine Teilnahme               |
| 2004      | Ales Kruglyakov & Denis Dudinsky     | Denis Kurian                  |
| 2005      | Ales Kruglyakov                      | Elena Ponomareva              |
| 2006      | Denis Dudinsky                       | Corrianna                     |
| 2007      | Denis Kurian & Alexander Tikhanovich | Juliana                       |
| 2008      | Denis Kurian                         | Wolha Barabanschtschykawa     |
| 2009      | Denis Kurian & Alexander Tikhanovich | Ekaterina Litvinova           |
| 2010      | Denis Kurian                         | Aljaksej Hryschyn             |
| 2011      | Denis Kurian                         | Leila Ismailava               |
| 2012      | Denis Kurian                         | Dmitry Koldun                 |
| 2013      | Evgeny Perlin                        | Darja Domratschawa            |
| 2014      | Evgeny Perlin                        | Aljona Lanskaja               |
| 2015      | Evgeny Perlin                        | Teo                           |
| 2016      | Evgeny Perlin                        | Uzari                         |
| 2017      | Evgeny Perlin                        | Aljona Lanskaja               |
| 2018      | Evgeny Perlin                        | Naviband                      |
| 2019      | Evgeny Perlin                        | Maria Vasilevich              |
| 2021      | Disqualifiziert                      | Disqualifiziert               |
| seit 2022 | Vom Wettbewerb ausgeschlossen        | Vom Wettbewerb ausgeschlossen |

## Nationale Vorentscheide
Alle belarussischen Beiträge, außer 2010 und 2011, wurden über die Vorentscheidung Eurofest ausgewählt. 2010 gab es Verwirrungen um die Vorentscheidung, denn nach Entscheidung des Präsidenten Aljaksandr Lukaschenka wurde nicht BRTC mit der Vorausscheidung betraut, sondern ONT, der zweite Staatsrundfunk. Da dieser aber kein Mitglied der Europäischen Rundfunkunion ist, wurde die bereits begonnene Vorentscheidung Musykalni sud abgebrochen und BRTC entschied sich für eine interne Auswahl. Die Wahl fiel auf die Gruppe 3+2 und das Lied Far Away, die bereits bei Musykalni sud teilgenommen hatten. Später wurde das Lied in Butterflies geändert. 2011 wurde der Beitrag dann von Anfang an intern ausgewählt, musste später aber textlich noch umgeschrieben werden, da der Text zu politisch war. 2013 wurde der Beitrag von Aljona Lanskaja von Rhythm of Love in Solayoh geändert, da laut Regeln des Vorentscheides die Teilnehmer dazu berechtigt sind, dass auch der Gewinnertitel noch geändert werden kann. Das Eurofest selber fand bisher unter verschiedenen Modi statt.

### Klassische Vorentscheidung
2004 wurde per Telefonabstimmung aus 15 Teilnehmern der Sieger bestimmt. Seit 2013 findet immer eine Sendung mit zehn bis 15 Teilnehmern statt. Von 2013 bis 2015 sowie 2017 und 2018 bestimmten zu je 50 % das Juryvoting sowie zu 50 % das Televoting den Sieger. 2016 bestimmte alleinig das Televoting den Sieger, 2019 hingegen lediglich eine Jury den Sieger.

### Vorentscheidung mit Superfinale
2005 und 2006 wurde aus 15 Kandidaten zunächst die drei besten per Televoting gewählt, dann entschied eine Jury im Superfinale über den Sieger.

### Vorentscheidung mit Halbfinale
2007 bis 2009 sowie 2012 fand vor dem Finale mit drei bis vier Kandidaten ein Halbfinale statt. Das Regelwerk dieser Veranstaltungen besagte, dass die Sänger die Möglichkeit haben, ihre Lieder zu ändern. Das tat Anschalika Ahurbasch 2005 nach dem Finale (von Boys and Girls zu Love Me Tonight) und Koldun 2007, wo er im Halbfinale Angel metschty sang und erst dann zu Work Your Magic umwechselte.

## Sprachen
Alle Beiträge mit Ausnahme von 2017 und 2020 wurden komplett auf Englisch vorgestellt; die beiden Amtssprachen des Landes – Belarussisch und Russisch – kamen bis 2017 nicht vor. Das Belarussische kam erst 2017 und damit als letzte Amtssprache in Europa beim Eurovision Song Contest zu Gehör.
Work Your Magic, Hasta la vista und Eyes That Never Lie wurden neben Englisch auch in Russisch aufgenommen, der Beitrag von 2011, I Love Belarus, sowohl auf Russisch als auch auf Belarussisch. Der Beitrag von 2009 wurde bei der Vorentscheidung noch auf Belarussisch gesungen, für den ESC dann allerdings auf Englisch übersetzt.
Bei der Vorentscheidung 2004 mussten zwar alle Beiträge zumindest auf Englisch gesungen werden, hatten aber russische Liedtitel (der damalige Gewinnertitel von Aljaxandra und Kanstanzin hieß Moi Galilei).

## Punktevergabe
Folgende Länder erhielten die meisten Punkte von oder vergaben die meisten Punkte an Belarus (Stand: 2019):
| Die meisten im Finale vergebenen Punkte | Die meisten im Finale vergebenen Punkte | Die meisten im Finale vergebenen Punkte |
| Platz                                   | Land                                    | Punkte                                  |
| --------------------------------------- | --------------------------------------- | --------------------------------------- |
| 1                                       | Russland                                | 166                                     |
| 2                                       | Ukraine                                 | 126                                     |
| 3                                       | Aserbaidschan                           | 071                                     |
| 4                                       | Norwegen                                | 066                                     |
| 5                                       | Schweden                                | 053                                     |

| Die meisten im Finale erhaltenen Punkte | Die meisten im Finale erhaltenen Punkte | Die meisten im Finale erhaltenen Punkte |
| Platz                                   | Land                                    | Punkte                                  |
| --------------------------------------- | --------------------------------------- | --------------------------------------- |
| 1                                       | Ukraine                                 | 50                                      |
| 2                                       | Russland                                | 41                                      |
| 3                                       | Aserbaidschan                           | 32                                      |
| 4                                       | Georgien                                | 31                                      |
| 5                                       | Moldau                                  | 26                                      |

| Die meisten insgesamt vergebenen Punkte | Die meisten insgesamt vergebenen Punkte | Die meisten insgesamt vergebenen Punkte |
| Platz                                   | Land                                    | Punkte                                  |
| --------------------------------------- | --------------------------------------- | --------------------------------------- |
| 1                                       | Ukraine                                 | 215                                     |
| 2                                       | Russland                                | 212                                     |
| 3                                       | Moldau                                  | 104                                     |
| 4                                       | Litauen                                 | 101                                     |
| 5                                       | Norwegen                                | 099                                     |

| Die meisten insgesamt erhaltenen Punkte | Die meisten insgesamt erhaltenen Punkte | Die meisten insgesamt erhaltenen Punkte |
| Platz                                   | Land                                    | Punkte                                  |
| --------------------------------------- | --------------------------------------- | --------------------------------------- |
| 1                                       | Ukraine                                 | 155                                     |
| 2                                       | Russland                                | 089                                     |
| 3                                       | Georgien                                | 087                                     |
| 4                                       | Litauen                                 | 083                                     |
| 5                                       | Moldau                                  | 077                                     |

### Vergaben der Höchstwertung
Seit 2004 vergab Belarus die Höchstpunktzahl im Finale an sieben verschiedene Länder, davon zwölfmal an Russland. Im Halbfinale dagegen vergab Belarus die Höchstpunktzahl an zwölf verschiedene Länder, davon sechsmal an die Ukraine.
| Höchstwertung (Finale) | Höchstwertung (Finale)        | Höchstwertung (Finale)        |
| Jahr                   | Land                          | Platz (Finale)                |
| ---------------------- | ----------------------------- | ----------------------------- |
| 2004                   | Russland                      | 11                            |
| 2005                   | Russland                      | 15                            |
| 2006                   | Russland                      | 2                             |
| 2007                   | Russland                      | 3                             |
| 2008                   | Russland                      | 1                             |
| 2009                   | Norwegen                      | 1                             |
| 2010                   | Russland                      | 11                            |
| 2011                   | Georgien                      | 9                             |
| 2012                   | Russland                      | 2                             |
| 2013                   | Ukraine                       | 3                             |
| 2014                   | Russland                      | 7                             |
| 2015                   | Russland                      | 2                             |
| 2016                   | Russland (J & T)              | 3                             |
| 2017                   | Bulgarien (J & T)             | 2                             |
| 2018                   | Zypern (J)                    | 2                             |
| 2018                   | Ukraine (T)                   | 17                            |
| 2019                   | Malta (J)                     | 14                            |
| 2019                   | Russland (T)                  | 3                             |
| 2020                   | Wettbewerb abgesagt           | Wettbewerb abgesagt           |
| 2021                   | Disqualifiziert               | Disqualifiziert               |
| Seit 2022              | Vom Wettbewerb ausgeschlossen | Vom Wettbewerb ausgeschlossen |

| Höchstwertung (Halbfinale) | Höchstwertung (Halbfinale)    | Höchstwertung (Halbfinale)    |
| Jahr                       | Land                          | Platz (Halbfinale)            |
| -------------------------- | ----------------------------- | ----------------------------- |
| 2004                       | Ukraine                       | 2                             |
| 2005                       | Israel                        | 7                             |
| 2006                       | Russland                      | 3                             |
| 2007                       | Moldau                        | 10                            |
| 2008                       | Ukraine                       | 1                             |
| 2009                       | Island                        | 1                             |
| 2010                       | Russland                      | 7                             |
| 2011                       | Ukraine                       | 6                             |
| 2012                       | Ukraine                       | 8                             |
| 2013                       | Ukraine                       | 3                             |
| 2014                       | Griechenland                  | 7                             |
| 2015                       | Russland                      | 1                             |
| 2016                       | Belgien (J)                   | 3                             |
| 2016                       | Ukraine (T)                   | 2                             |
| 2017                       | Bulgarien (J & T)             | 1                             |
| 2018                       | Albanien (J)                  | 8                             |
| 2018                       | Armenien (T)                  | 15                            |
| 2019                       | Estland (J)                   | 4                             |
| 2019                       | Island (T)                    | 3                             |
| 2020                       | Wettbewerb abgesagt           | Wettbewerb abgesagt           |
| 2021                       | Disqualifiziert               | Disqualifiziert               |
| Seit 2022                  | Vom Wettbewerb ausgeschlossen | Vom Wettbewerb ausgeschlossen |

## Disqualifikation 2021 und politische Situation
Am 4. März 2021 nominierte BTRC die Gruppe Galasy ZMesta als Vertreter für Rotterdam. Wenige Zeit später sorgte der Titel Ya nauchu tebya für heftige Diskussionen im Internet, da er offensichtlich eine politische Botschaft trägt und sich offenkundig kritisch gegenüber den Protesten in Belarus gegen das autoritäre Regime von Lukaschenka richtet. Die Europäische Rundfunkunion reagierte ebenfalls kurze Zeit später und forderte BTRC dazu auf, den Text des Liedes zu verändern oder einen neuen Titel einzureichen, da er zu politisch und moralisch nicht vertretbar sei. Ansonsten drohte die EBU mit einer Disqualifikation aus dem Wettbewerb. Später reagierte der Sender sowie die Regierung auf die Aufforderung und gab bekannt, einen neuen Titel einreichen zu wollen. Am 26. März 2021 disqualifizierte die EBU Belarus für 2021, weil auch das zweite Lied Pesnyu pro zaytsa (Song About a Bunny) nicht den Regeln entsprach.

## Verschiedenes
- Belarus konnte sich bis 2017 nur dann für das Finale qualifizieren, wenn der ESC in einem skandinavischen Land stattfand: 2007 in Helsinki, 2010 in Oslo, 2013 in Malmö und 2014 in Kopenhagen. 2016 in Stockholm war dies erstmals nicht der Fall. 2017, in der Ukraine, konnte sich Belarus ebenfalls für das Finale qualifizieren, das erste Mal außerhalb Skandinaviens.
- Vier Mal in Folge (2010–2013) wurde der erste Beitrag, der im belarussischen Vorentscheid ausgewählt wurde, durch einen anderen Beitrag ausgetauscht. 2010 durch den Sender, 2011 aufgrund eines politischen Textes, 2012 wegen eines Betruges in der Abstimmung und 2013 durch die Sängerin.
- Belarus war das erste Land, das vor der ersten ESC-Teilnahme beim Junior Eurovision Song Contest teilnahm.
- Belarus startete bei 5 von 6 Finalteilnahmen in der ersten Hälfte. Nur die letzte Teilnahme im Jahr 2019 wurde erst in der zweiten Hälfte aufgeführt
- Alexandros Panagis war 2007, 2012, 2013, 2014, 2015 und 2018 und 2019 als Vocal Coach für Belarus aktiv. 2012 sang er zusätzlich den Begleitgesang

## Impressionen

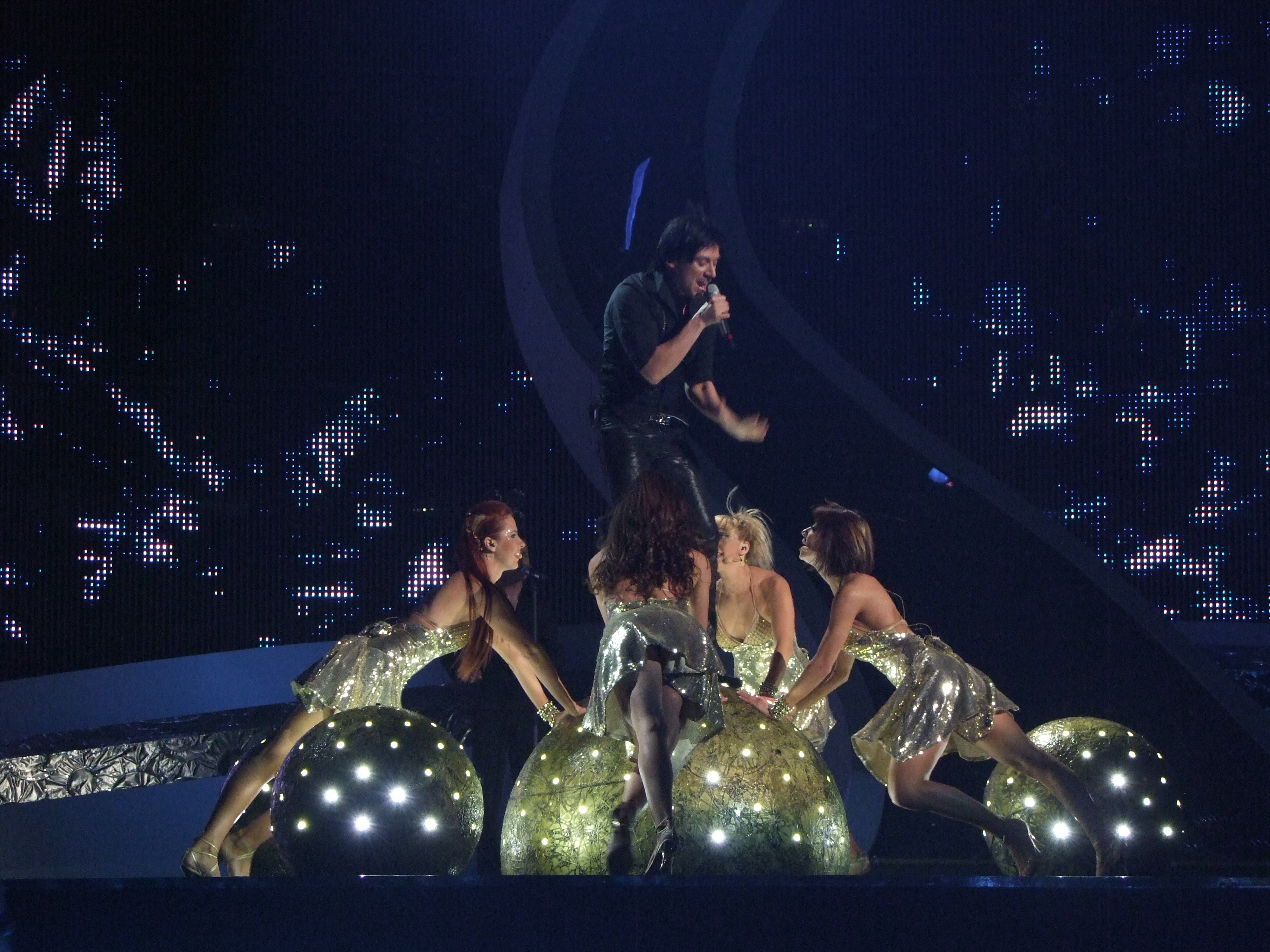
Ruslan Aljachno 2008
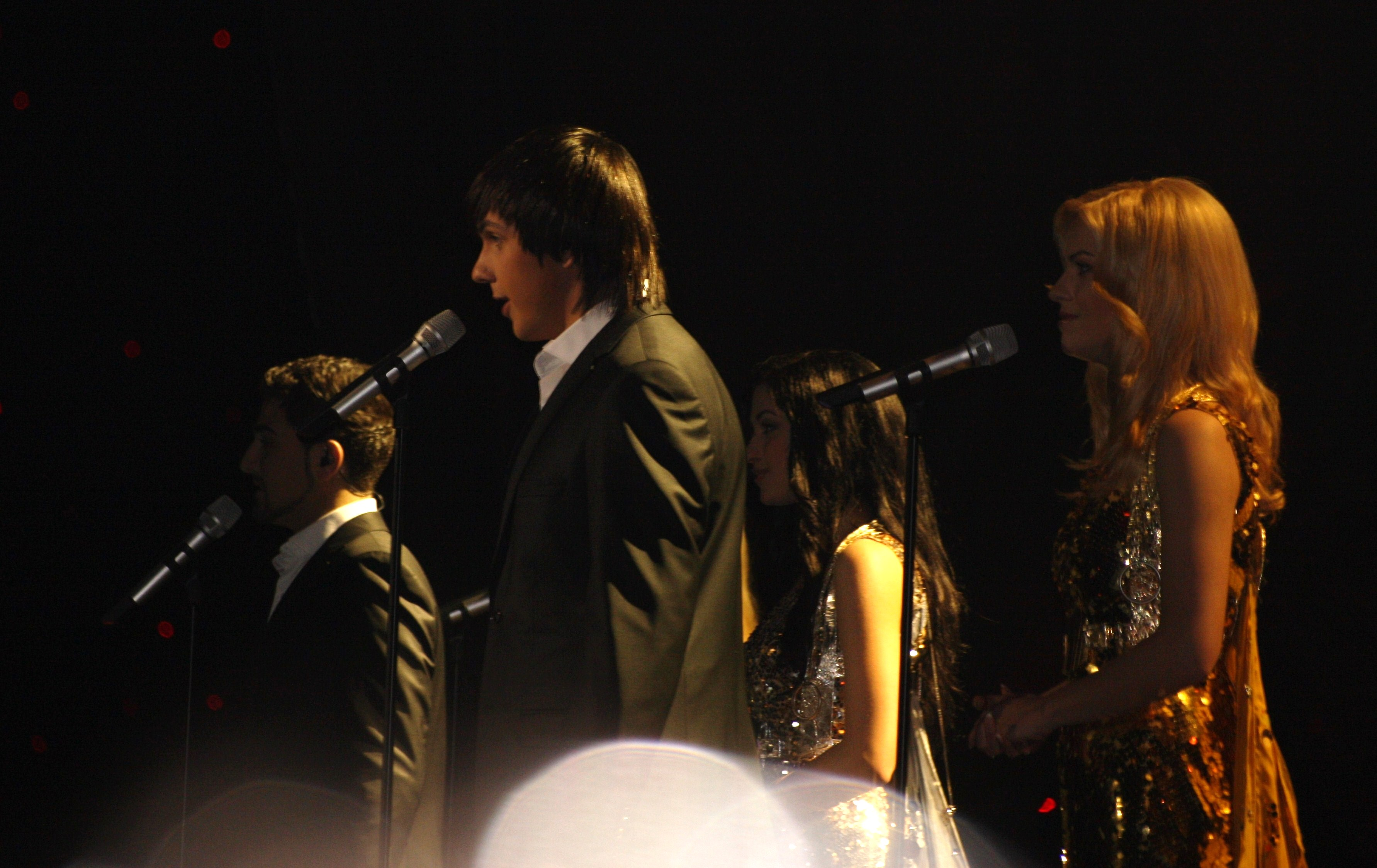
3+2 2010
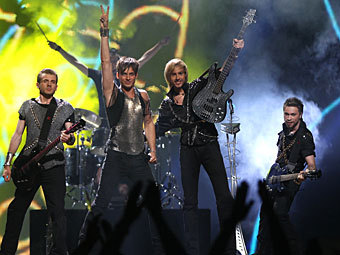
Litesound 2012
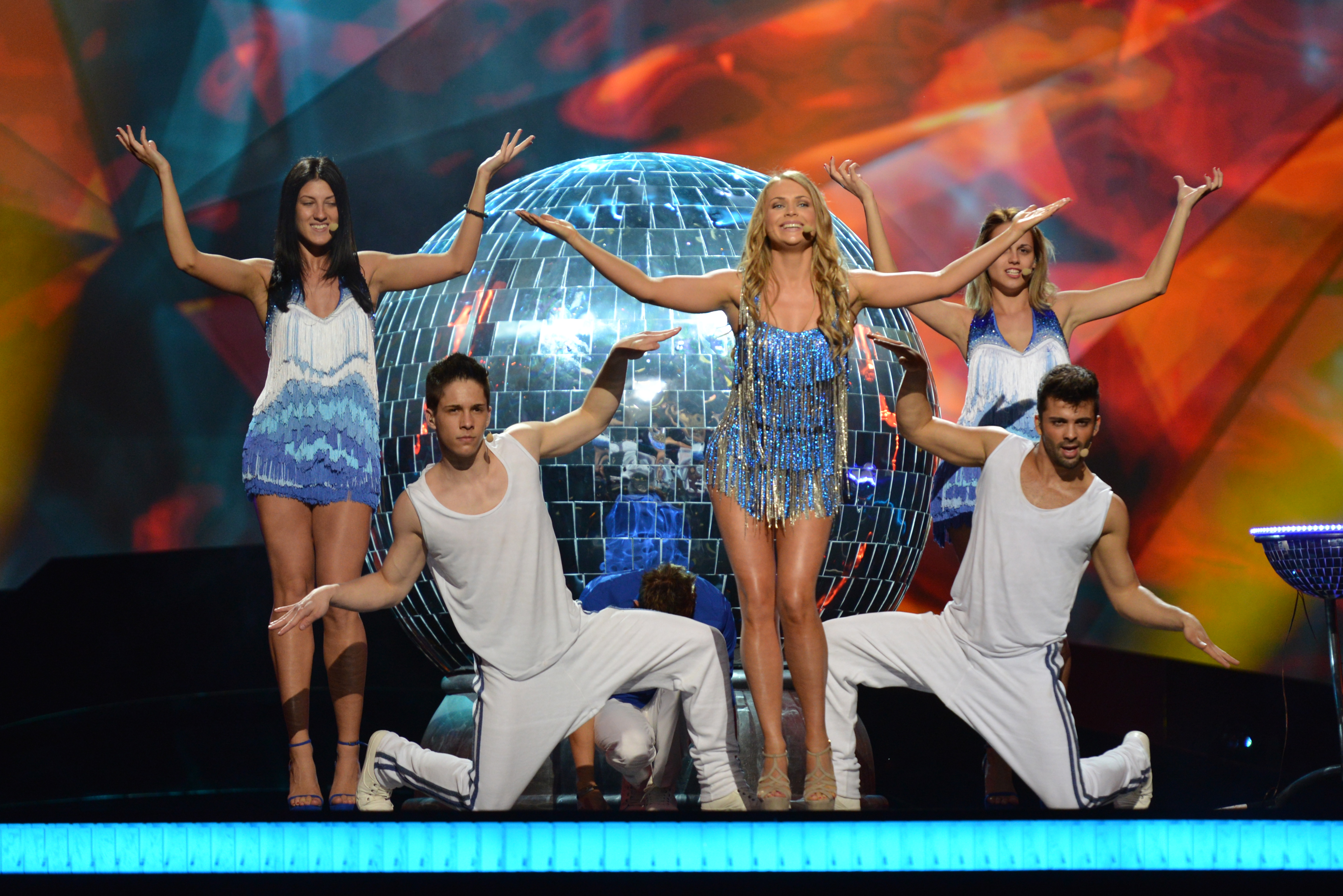
Aljona Lanskaja 2013
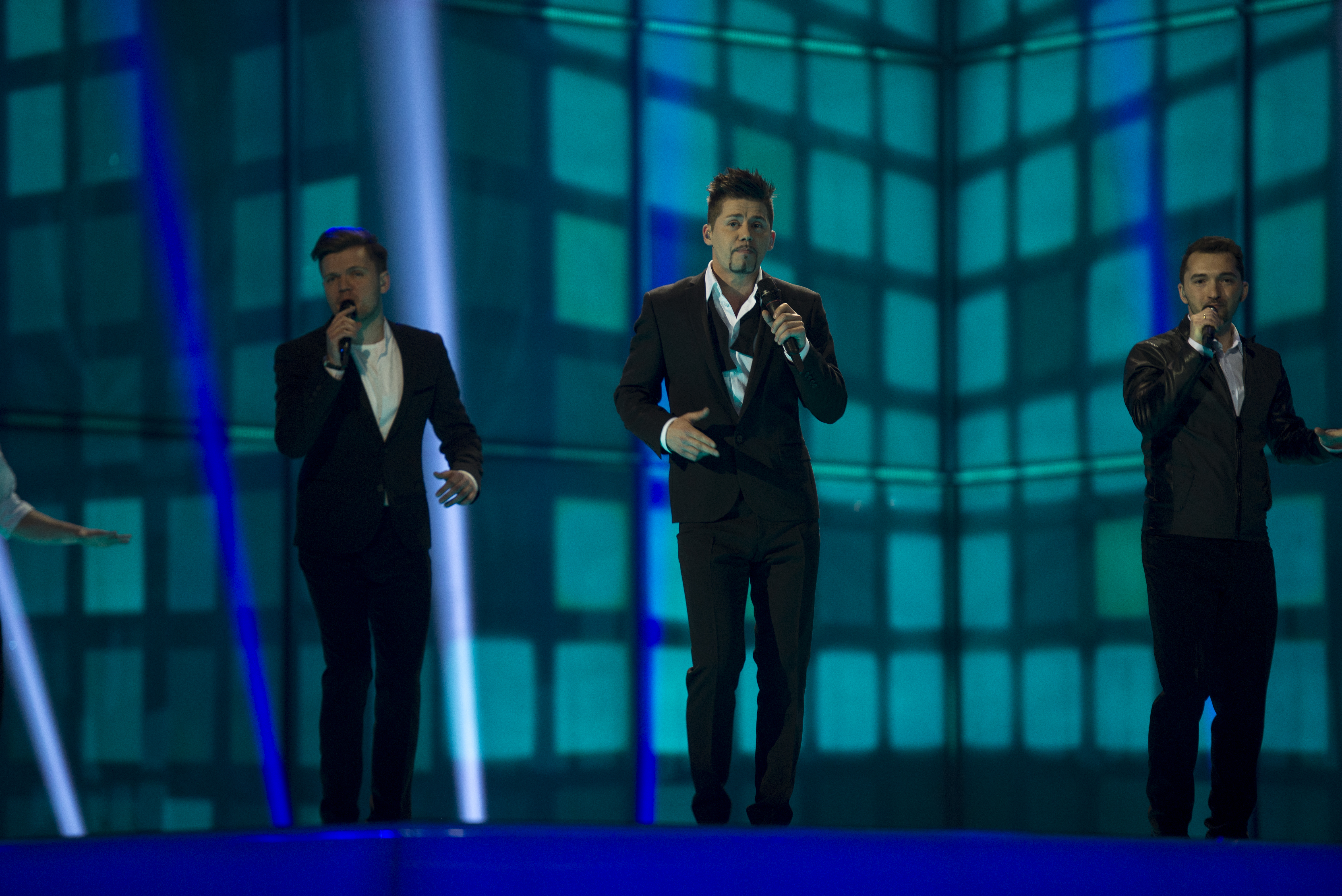
Teo 2014
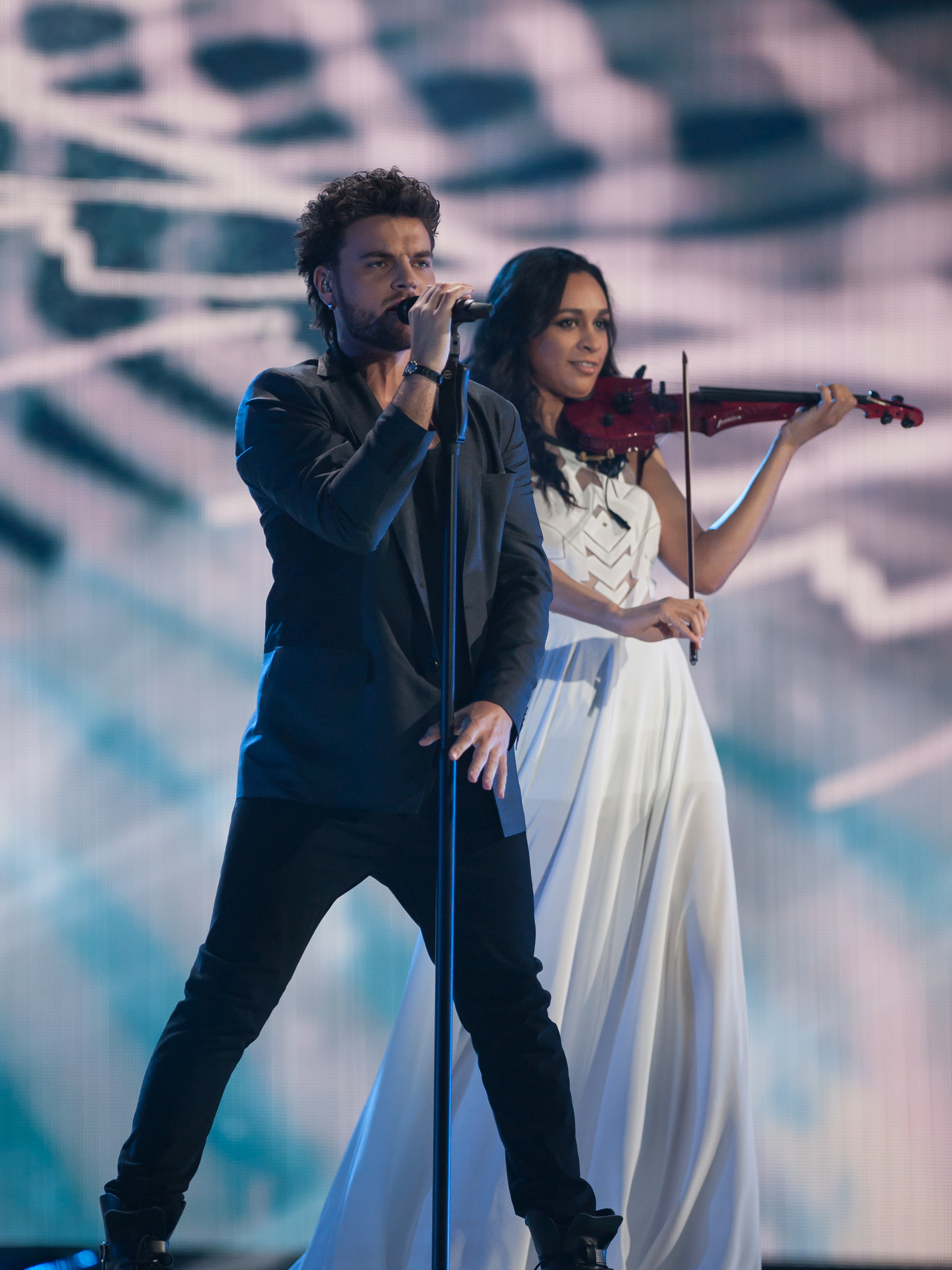
Uzari & Maimuna 2015
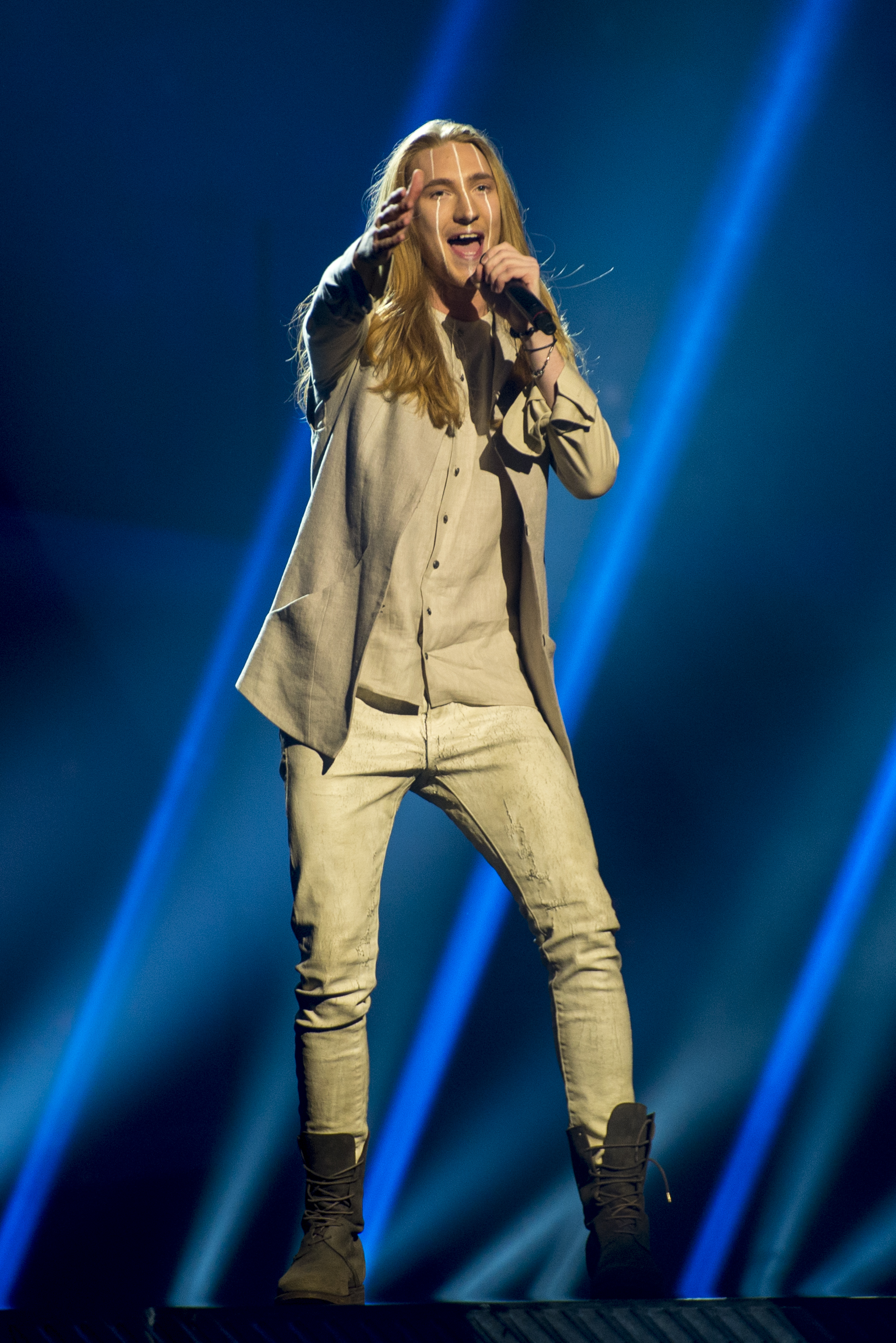
Ivan 2016
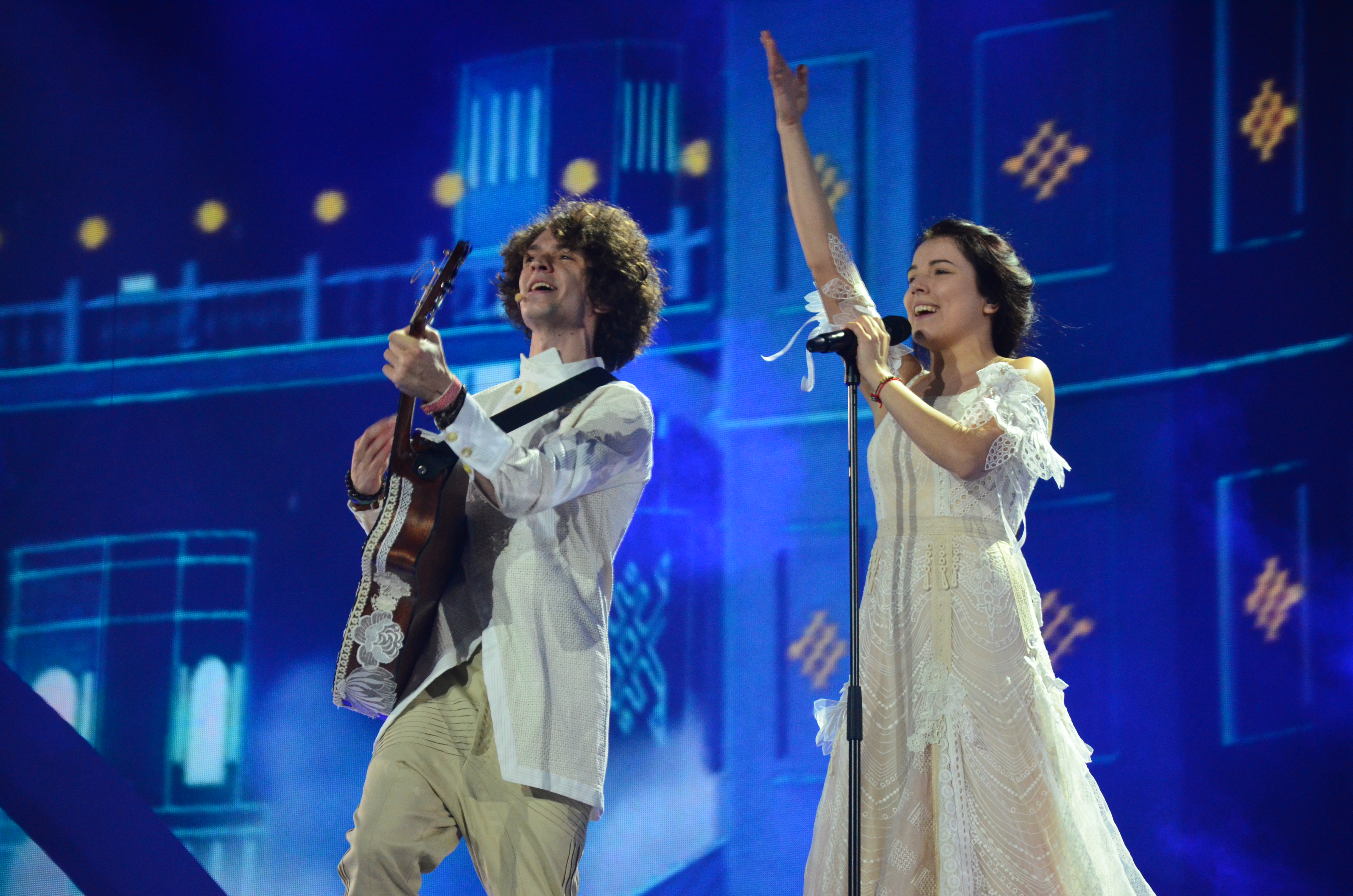
Naviband 2017
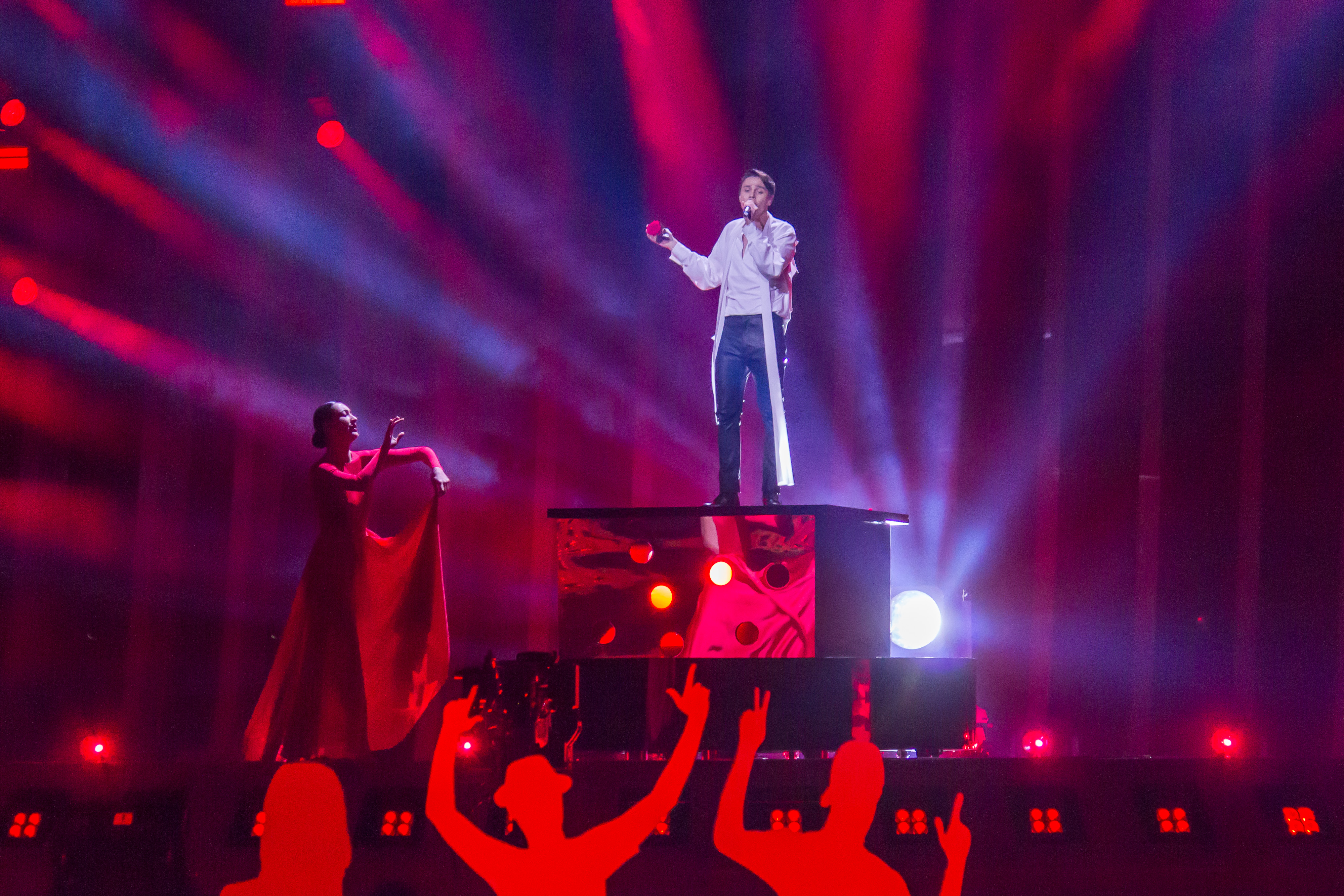
Alekseev 2018
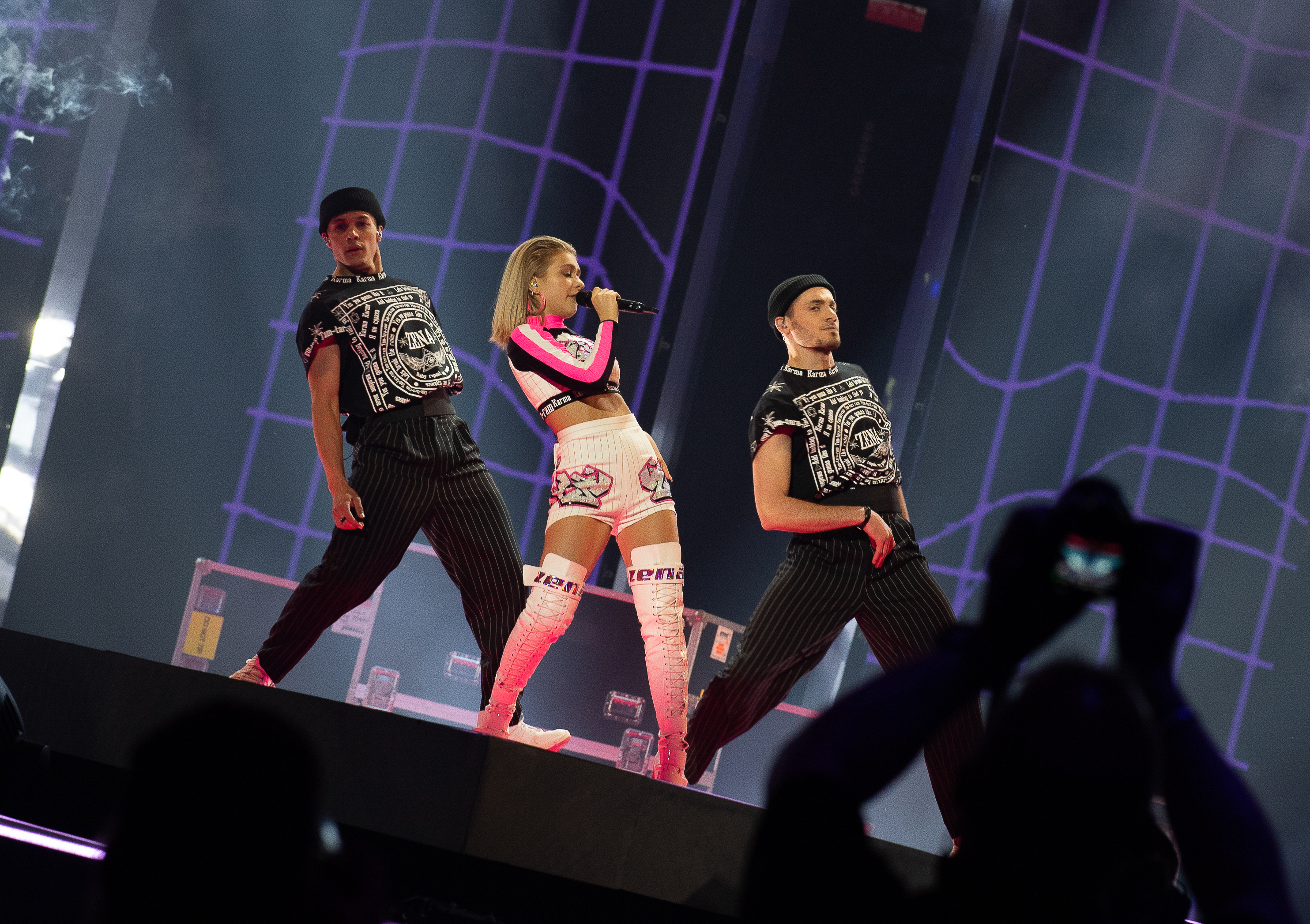
ZENA 2019